# Pierre à la Marte
Der Dolmen Pierre à la Marte (auch Dolmen von Montchevrier genannt) liegt in einer Baumgruppe in einem Feld südlich der Straße D 72, westlich von Montchevrier im Département Indre in Frankreich. Dolmen ist in Frankreich der Oberbegriff für neolithische Megalithanlagen aller Art (siehe: Französische Nomenklatur). Pierre à la Marte ist auch der Beiname des Dolmens de la Pierre Là.
Der etwa rechteckige Dolmen besteht aus acht überwiegend in situ befindlichen, oder leicht verkippten Tragsteinen und einer aufliegenden etwa 4 Meter langen, 3,25 Meter breiten und 80 Zentimeter dicken Deckenplatte. Eine neunte Platte steht in der Nähe. Die Ost-West orientierte Kammer ist 3,5 Meter lang, 2,1 Meter breit und 1,35 Meter hoch. Der Zugang liegt im Osten. Die Reste des Tumulus von fast 18 Metern Durchmesser sind noch erkennbar.